# Garabed Toursarkisian
Garabed Toursarkisian (écrit aussi Tour-Sarkissian ou Toursarkissian), connu sous le pseudonyme Aghassi, né en 1871 à Zeïtoun et mort en 1937, est un écrivain arménien.

## Biographie
Il adhère jeune au parti Hentchak, œuvrant à la libération du peuple arménien. Il participe à la défense en 1895 des Arméniens de Zeïtoun contre l'attaque des Turcs, événements qu'il retrace dans son livre, Zeïtoun, depuis les origines jusqu'à l'insurrection de 1895, écrit sous le pseudonyme d'Aghassi, qui est traduit en français en 1897.

## Œuvre
- L'Assassinat du Père Salvatore par les soldats turcs (traduit par Archag Tchobanian), Mercure de France, 1897.
- Zeïtoun : Depuis les origines jusqu'à l'insurrection de 1895  (trad. Archag Tchobanian, préf. Victor Bérard), Paris, Mercure de France, 1897, 318 p. (BNF 31702526, lire sur Wikisource)
- (it) I fatti d'Armenia del 1895-1896 e l'assassinio di P. Salvatore Lilli  (trad. Siranush Quaranta e Carlo Coppola, préf. Siranush Quaranta, Carlo Coppola), Bari, La Matrice, 2023, 91 p.